# Mount Kyffin
Mount Kyffin är ett berg i Antarktis. Det ligger i Östantarktis. Nya Zeeland gör anspråk på området. Toppen på Mount Kyffin är 1 778 meter över havet.
Terrängen runt Mount Kyffin är varierad. Mount Kyffin är den högsta punkten i trakten. Trakten är obefolkad. Det finns inga samhällen i närheten.